# Barichneumon tanakai
Barichneumon tanakai är en stekelart som beskrevs av Kusigemati 1989. Barichneumon tanakai ingår i släktet Barichneumon och familjen brokparasitsteklar. Inga underarter finns listade.